# Pandemia de COVID-19 no Suriname
Este artigo documenta os impactos da pandemia de coronavírus 2019-2020 no Suriname e pode não incluir todas as principais respostas e medidas contemporâneas.

## Linha do tempo

### Março
Em 13 de março de 2020, o vice-presidente do Suriname, Ashwin Adhin, anunciou o primeiro caso confirmado de coronavírus no país: um indivíduo que chegou da Holanda vários dias antes de dar positivo. Como resultado, o país anunciou que suas fronteiras e todos os aeroportos fechariam à meia-noite de 14 de março.
Em 16 de março, todas as escolas foram fechadas para evitar uma maior disseminação.
Em 24 de março, Antoine Joly, embaixador francês no Suriname, tornou-se o oitavo infectado. Por estar em condições razoáveis, ele foi transportado para Caiena na Guiana Francesa em 29 de março, onde ficará em quarentena.
Em 28 de março, o presidente, Dési Bouterse anunciou um bloqueio parcial com toque de recolher entre as 20:00 e as 06:00. Nesse mesmo dia, o cônsul do Suriname no Brasil,Jorge José González Séba, morreu devido a doença num hospital da Barra da Tijuca, no Rio de Janeiro. Em alguns áudios gravados na UTI, Séba demonstrou negligência por partes dos profissionais do hospital e "medo" de infecção por parte da equipe médica.

### Abril
Em 2 de abril, três pacientes foram liberados do hospital após testes negativos duas vezes. Eles permanecerão em quarentena por mais uma semana. 274 pessoas, incluindo todos os profissionais de saúde, foram testadas. O ministro Stephan Tsang, do Comércio, Indústria e Turismo, alerta sobre os tempos difíceis pela frente.
Em 7 de abril, o embaixador francês Antoine Joly, recuperou-se da doença.
Em 13 de abril, mais dois pacientes foram declarados recuperados. A população ainda é confrontada com a manipulação de preços. O aumento dos preços não está relacionado apenas à crise da Corona, mas é agravado pela Lei da Moeda, que foi aprovada em 24 de março, tornando ilegal as transações em moedas estrangeiras.
Em 17 de abril, os repatriados do vôo de 2 de abril de Miami foram libertados da quarentena após uma triagem de saída. Há 41 pessoas em quarentena. Em 20 de abril, Jerry Slijngard disse que o grupo ainda em quarentena tentou atravessar ilegalmente a fronteira.

### Maio
Em 5 de maio, o Banco Mundial forneceu 412 milhões de dólares ao Suriname para comprar suprimentos médicos essenciais para a resposta emergencial do país à pandemia de COVID-19 (coronavírus).
Em 9 de maio, o Bouterse anunciou um alívio do toque de recolher das 23:00 às 05:00, a partir de 10 de maio. O bloqueio nos rios Marowijne, Lawa e Tapanahony será facilitado das 18:00 às 06:00. Um programa de apoio econômico será implementado e a retomada das escolas está sendo planejada para 1º de junho.
Em 11 de maio, o governo anunciou um programa de apoio econômico de 400 milhões de Dólar do Suriname sendo reservados para ajudar as pessoas e empresas. A empresa chinesa Huawei doou 1.000 tablets para o estudo remoto.
Em 13 de maio, o Ministério das Finanças anunciou um programa de impostos e apoio ao trabalho.
Em 18 de maio, um décimo primeiro caso foi identificado. Dizia respeito a um imigrante ilegal que foi detido junto com outros nove perto de Nieuw Amsterdam.
Em 21 de maio,  Bouterse anunciou que o bloqueio parcial será suspenso em 24 e 25 de maio, devido às próximas eleições, mas restabelecido em 26 de maio. As viagens aéreas dentro do Suriname serão permitidas a partir de 22 de maio.
Em 25 de maio, foram realizadas eleições gerais, apesar da pandemia.
Em 28 de maio, um novo caso foi descoberto. A pessoa havia retornado da Guiana Francesa para Albina.
Em 30 de maio, mais dois casos foram descobertos. Nos dois casos, o original ainda é desconhecido. Uma equipe epidemiológica foi enviada ao distrito de Marowijne para investigar. Como medida de precaução, os vôos internos foram suspensos e a ponte em Stolkertsijver foi fechada. A comissária distrital, Yvonne Pinas de Boven Saramacca é uma das pessoas que testou positivo.

### Junho
Em 1º de junho, Bouterse anunciou que o bloqueio parcial está de volta às 18:00 às 06:00 e que todas as restrições de restrições foram canceladas.
Em 3 de junho, o vice-presidente, Ashwin Adhin, anunciou um bloqueio completo, de 4 de junho às 18:00 e 12 de junho às 06:00. Todos devem ficar em casa. Supermercados, padarias, postos de gasolina e relacionados permanecerão abertos das 08:00 às 17:00.
Em 5 de junho, Nieuw Jacobkondre e as aldeias vizinhas foram colocadas em quarentena. Outras aldeias do interior também estão sendo examinadas.
Em 6 de junho, Danielle Veira anunciou um bloqueio total de segunda-feira, 8 de junho até 21 de junho, porque o bloqueio não estava sendo respeitado.
Em 11 de junho, foi anunciado que Jerry Slijngard, parte da equipe de gerenciamento da COVID-19 e diretor do Centro Nacional de Coordenação de Emergência, recebeu o diagnóstico positivo de COVID-19. Das 24 novas infecções, 11 estavam na vila fronteiriça brasileira de Sipaliwini.
Em 12 de junho, uma terceira pessoa morreu de COVID-19. Ele morreu em casa e, como seus sintomas eram consistentes com a COVID-19, o cidadão apenas recebeu um teste post-mortem.
Em 14 de junho, o governo do Suriname solicitou assistência ao governo holandês. Os detalhes ainda não foram anunciados, mas Surinamers voor Surinamers (SU4SU) serão incluídos nos esforços.  O SU4SU iniciou um programa de angariação de fundos no Suriname e na Holanda naquele fim de semana.

Em 19 de junho, o país registrava 277 casos confirmados, 8 mortes e 74 pacientes recuperados.